# Alexander Binder

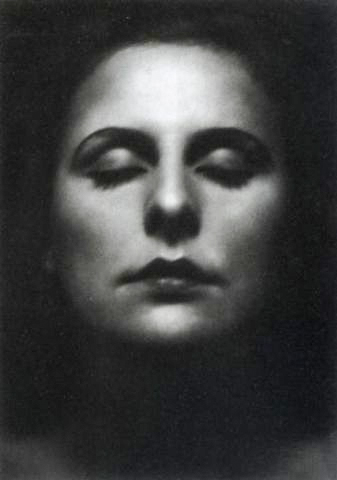
Binders portret van Leni Riefenstahl

Alexander Binder (Alexandrië , 1888 – Berlijn, 25 februari 1929) was een Zwitsers fotograaf van Joodse herkomst, bekend om zijn portretten van beroemdheden, vooral uit de Duitse filmwereld.

## Leven en werk
Binder studeerde aanvankelijk voor ingenieur maar brak zijn studie voortijdig af. Van 1908 tot 1910 studeerde hij fotografie in München en ging vervolgens naar Berlijn. Daar opende hij een fotoatelier, het Atelier für bildmäßige Porträt Photographie, eerst in de Motzstraße en vanaf 1915 aan de Kurfürstendamm. Hij specialiseerde zich in portretfotografie. In de jaren twintig groeide hij uit tot een van de bekendste Duitse portretfotografen en zijn atelier groeide tegen 1930 uit tot een der grootste van heel Europa. Hij exposeerde onder andere met veel succes in het Kunstgewerbemuseum en in 1925-1926 ook in Londen.
De focus van Binder lag vooral op modefotografie en het portretteren van “sterren”, vooral uit de wereld van de Duitse stomme film. Bekend werden zijn portretreeksen van Lya de Putti, Leni Riefenstahl en Greta Garbo. Hij publiceerde in alle belangrijke Duitse tijdschriften, maar bijvoorbeeld ook in het kunstzinnige Monatsschrift für Photographie und Kinematographie; Die Linse. Zijn foto’s sierden bovendien de toentertijd populaire “Ross”-verzamelkaarten.
Binder had de gewoonte zijn foto’s vaak zelf te signeren. Hij overleed vroegtijdig in 1929. Zijn medewerkers zetten zijn atelier voort totdat het in 1938 door de nazi’s gesloten werd.

## Actrices uit de Duitse stomme film

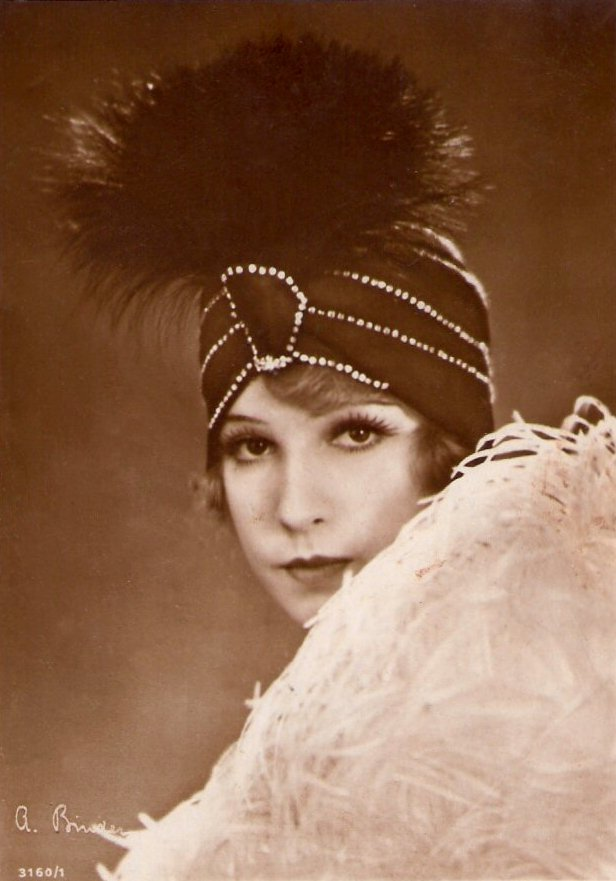
De Franse Lily Damita
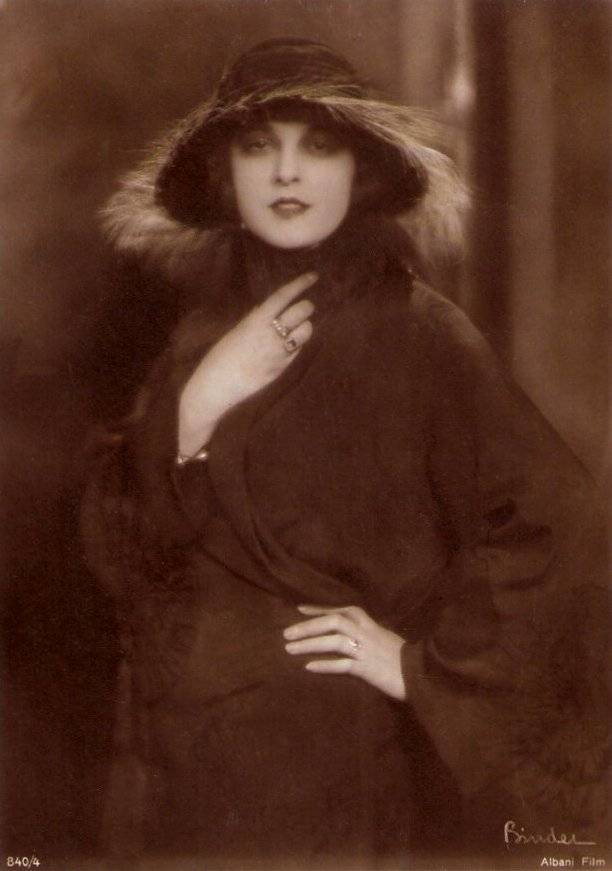
De van oorsprong Italiaanse Marcella Albani
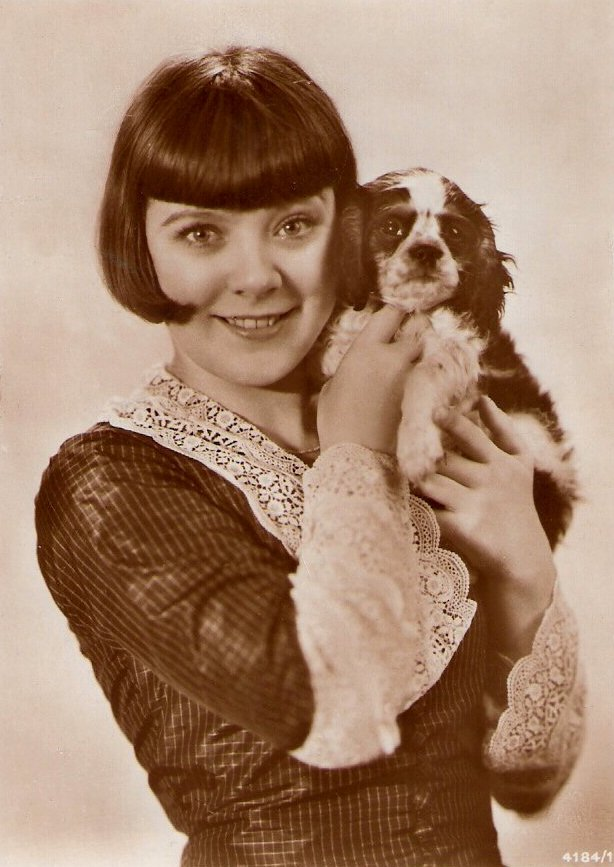
De Nederlandse Truus van Aalten
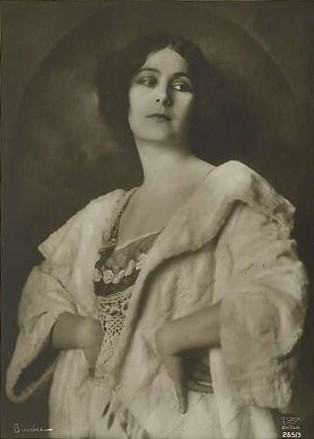
De Nederlands-Duitse Lil Dagover
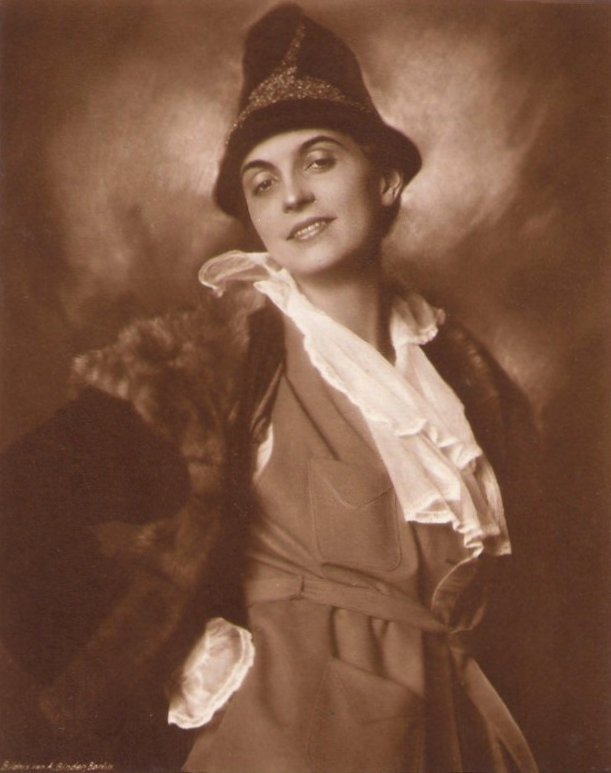
Erna Morena
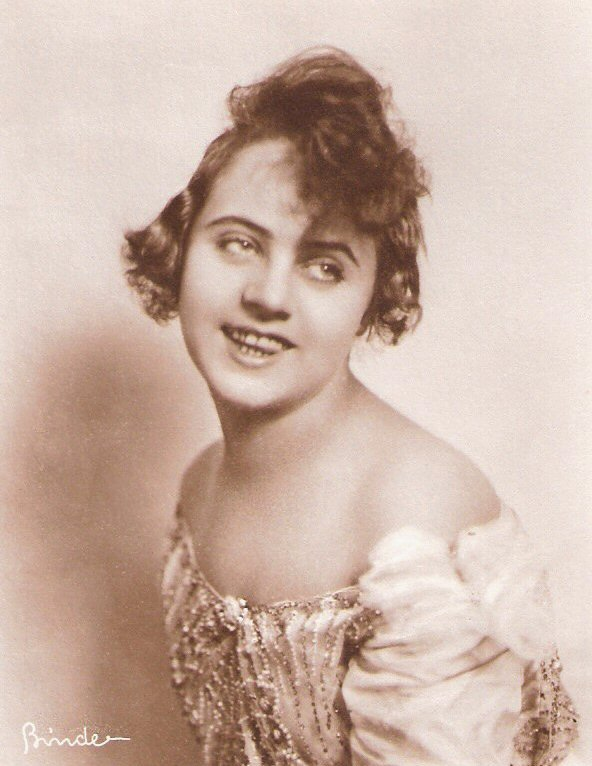
Ossi Oswalda

#### Lya de Putti

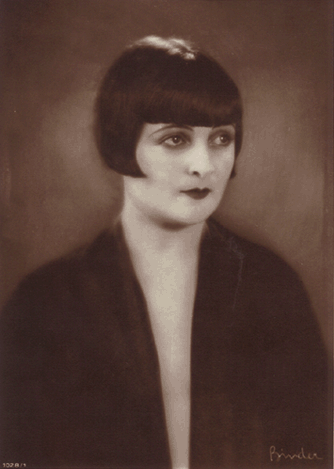
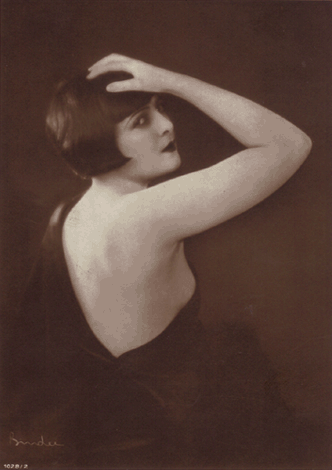
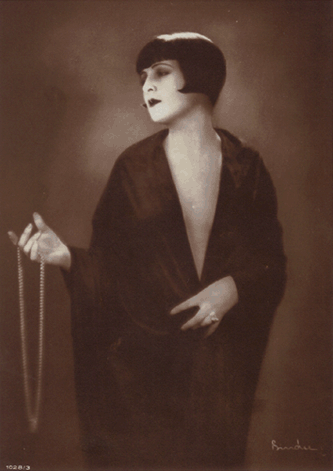
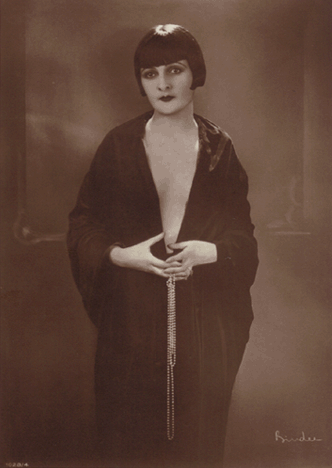

#### Greta Garbo

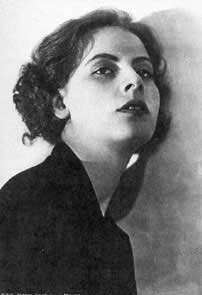
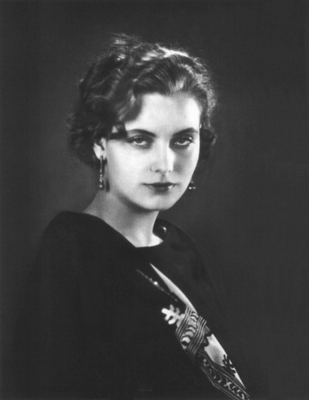
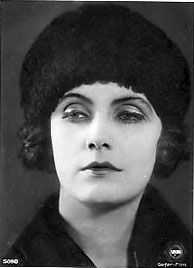
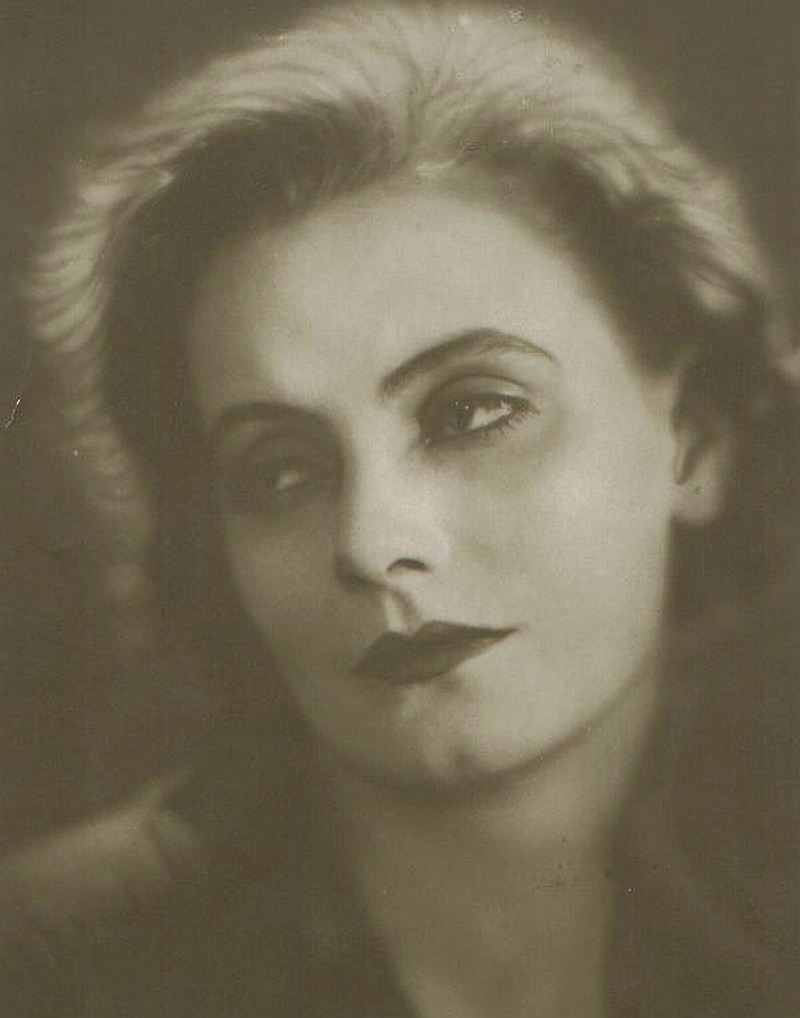

## Noot
1. ↑  Zulks volgens zijn trouw- en stervensakte; over zijn vroege jeugd is weinig bekend

- Bibliothèque nationale de France: cb14844050f (data)
- Gemeinsame Normdatei: 1075649056
- International Standard Name Identifier: 0000 0004 4709 6732
- Nationale Bibliotheek van Polen: a0000002951946
- PIC: 6614
- Virtual International Authority File: 24868919
- WorldCat: E39PBJkXpfPYfjP8VYk9C4w9jC